# Gordon Milne
Gordon Milne (29 de març de 1937) és un exfutbolista i entrenador de futbol anglès. Va disputar 13 partits amb la selecció d'Anglaterra.

## Estadístiques
| Selecció d'Anglaterra | Selecció d'Anglaterra | Selecció d'Anglaterra |
| Anys                  | Partits               | Gols                  |
| --------------------- | --------------------- | --------------------- |
| 1963                  | 5                     | 0                     |
| 1964                  | 8                     | 0                     |
| Total                 | 13                    | 0                     |